# Киваи
Киваи (англ. Kiwai Island) — крупнейший остров в дельте реки Флай (Папуа — Новая Гвинея). В административном отношении относится к округу Саут-Флай Западной провинции страны. Протянулся на 59 км с северо-запада на юго-восток при максимальной ширине 9 км и средней ширине — всего 5,6 км. Площадь острова составляет 359,1 км². Другие крупные острова дельты реки Флай — Пуруту и Вабуда, расположены к северу и северо-востоку от Киваи. Население острова по данным переписи 2000 года — 2092 человека.
Остров Киваи разделяет реку Флай на 2 рукава — северный и южный. Покрыт лесами; высота острова на уровнем воды не превышает нескольких метров. Главная деревня, Ласа, находится на южной стороне Киваи. Деревня Сумаи находится в 24 км к северо-западу от Ласы, также на южной стороне. Деревня Доропо расположена на северной стороне Киваи; на восточной оконечности острова находятся небольшие деревни Сагасия, Иписия, Агобара и Оромосапуо. Население дельты реки Флай занимается сельским хозяйством и охотой. Выращивают кокосовую пальму, хлебное дерево, саговую пальму, сахарный тростник. Один из папуасских народов, представленных на острове, носит название киваи.